# Miskolci Múzsa díj

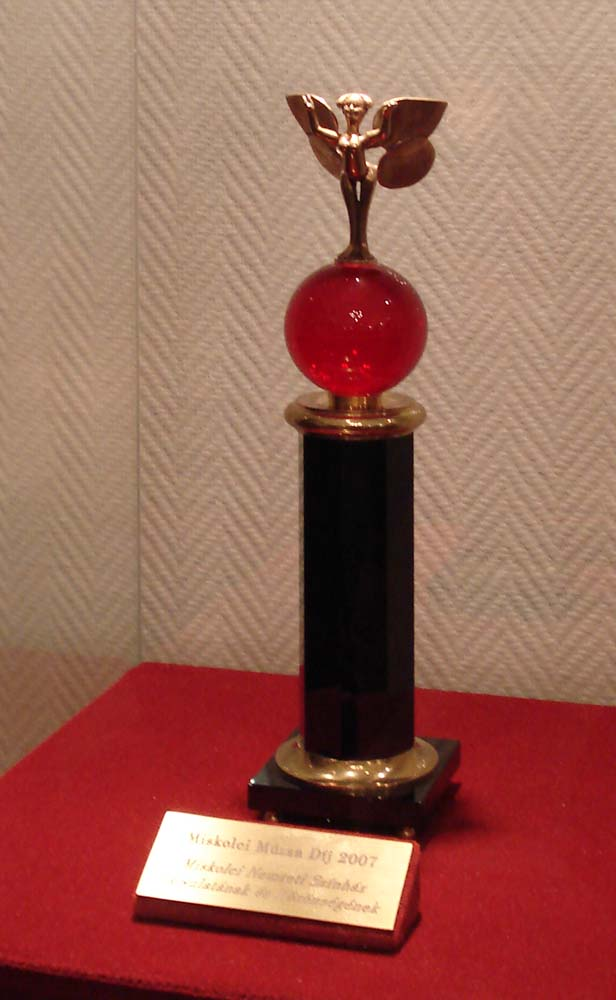
A 2007. évi Miskolci Múzsa díj a Miskolci Nemzeti Színház földszint bal oldali társalgójában

A Miskolci Múzsa díj egy kulturális elismerés, amelyet az odaítélését követő évben, a magyar kultúra napjához (január 22.) kapcsolódva adnak át. A díjat egy helyi informatikai cég, a Szinva Net Informatikai Kft. alapította a kultúra iránti elkötelezettség és a város szeretete elismerésére. A támogatók között található még az ugyancsak miskolci Expert Factor Zrt., a Műépítész Kft. és a TELVILL Kft. is. A díjat azok kapják, akik Miskolc hírnevét növelik munkásságukkal, alkotásaikkal, művészi produkcióikkal, vagy támogatják a művészetet. A díjak odaítéléséről a Múzsa Díj Alapítvány közéleti személyiségekből álló kuratóriuma dönt, amelynek elnöke  a Miskolci Egyetem mindenkori rektora.

## Díjazottak
- 2002 – Müller Péter Sziámi, a Miskolci Nemzetközi Operafesztivál ötletgazdája és tanácsadója
- 2003 – Kovács László, a Miskolci Szimfonikus Zenekar vezető karmestere
- 2004 – Marton Éva operaénekes, a Miskolci nemzetközi operafesztivál művészeti igazgatója
- 2005 – Miskolc Dixieland Band
- 2006 – Szinvavölgyi Táncegyüttes és Táncműhely
- 2007 – Miskolci Nemzeti Színház
- 2008 – Miskolci Galéria
- 2009 – Kamarás Máté színész, énekes
- 2010 – Máger Ágnes festőművész
- 2011 – Fazekas Gyermekkar
- 2012 – Ferenc István építész
- 2013 – Bíró Tibor, a CineFest fesztiváligazgatója
- 2014 – Kabdebó Lóránt irodalomtörténész, professor emeritus és Szegedi Dezső színművész
- 2015 – Szabó Balázs orgonaművész
- 2016 – Szabó Virág szobrászművész
- 2016 – Szanyi Borbála szobrászművész
- 2017 – Dobrik István művészettörténész, a Miskolci Galéria nyugalmazott címzetes igazgatója
- 2018 – Aranyosi Péter humorista
- 2019 – A Bartók Béla Zene- és Táncművészeti Szakgimnázium jazz tanszaka
- 2024 – Búss Gábor Olivér író, újságíró, dramaturg, forgatókönyvíró (Üvegtigris)